# Aharen-san wa Hakarenai
«Aharen-san wa Hakarenai» (яп. 阿波連さんははかれない, досл. «Незбагненна Ахарен») — манґа, написана та ілюстрована Асато Мізу. Серіалізувалася у сервісі Shōnen Jump+ видавництва Shueisha з січня 2017 року по квітень 2023 року та була зібрана у сімнадцять томів у форматі танкобон. Аніме-серіал, створений студією Felix Film, транслювався з квітня по червень 2022 року в програмному блоці Animeism. Прем'єра другого сезону відбулася у квітні 2025 року а завершилась у червня 2025 року.

## Сюжет
У свій перший рік старшої школи Райдо Мацубоші зіштовхується з труднощами у зав'язуванні дружби. Одного разу на уроці Райдо намагається заговорити зі своєю сусідкою по парті й помилково вважає, що вона його ігнорує. Проте згодом він дізнається, що Рейну Ахарен уникали її попередні однокласники через її надмірну прив'язливість, незручність та боязкість. Райдо вирішує допомогти Рейні вийти зі своєї «шкаралупи» та подружитися з нею будь-що-будь, і в процесі сам починає позбуватися своєї власної досить дивної замкнутості.

## Персонажі
Рейна Ахарен (яп. 阿波連 れいな, Aharen Reina)
Сейю: Інорі Мінасе (оригінал), Дані Чемберс (англійський дубляж)
Неемоційна учениця старшої школи, яка є талановитою в багатьох галузях, таких як кулінарія та мистецтво. Є дівчиною Райдо. На третьому році навчання в старшій школі має намір вступити до мистецької школи в іншій префектурі.
Шота Райдо (яп. 来堂 章太, Raido Shouta)
Сейю: Такума Терашіма (оригінал), Бен Балмаседа (англійський дубляж)
Неемоційний учень старшої школи, схильний до надмірного обмірковування. Є хлопцем Рейни. Усвідомлює, що має лячне обличчя, через що не міг завести друзів у молодшій середній школі. Однак, попри свою зовнішність, є доброю та уважною людиною, яка ставить свою родину та друзів вище за себе.
Міцукі Ошіро (яп. 大城 みつき, Ōshiro Mitsuki)
Сейю: M.A.O (оригінал), Крістен Макгвайр (англійський дубляж)
Висока учениця старшої школи, яка навчалася в одному класі з Рейною та Ріку в початковій школі. Спочатку ставилася до Райдо з пересторогою через його лячне обличчя, але незабаром відкривається йому після того, як Рейна розповідає про його позитивні якості. Дуже вправна у бойових мистецтвах, маскуванні, стеженні та догляді за собою. Її батьки володіють перукарнею.
Пані Тобару (яп. 桃原先生, Tōbaru-sensei)
Сейю: Кана Ханадзава (оригінал), Кейтлін Барр (англійський дубляж)
Вчителька класичної японської літератури, а також класна керівничка головних героїв на другому році навчання. Має звичку отримувати носову кровотечу щоразу, коли дивиться на пару Райдо та Ахарен, оскільки вважає їх «цілісними». Найкраща подруга пані Міяхіри і зазвичай проводить з нею багато вільного часу.
Ішікава (яп. 石川)
Сейю: Тецуя Какіхара (оригінал), Кевін Д. Телвелл (англійський дубляж)
Однокласник і друг Райдо, а також друг дитинства Ханако. Дуже популярний серед однолітків, хоча має комплекс неповноцінності, що змушує його триматися на відстані від Ханако. Звертається до Ханако «Хана-чан».
Ханако Сато (яп. 佐藤 ハナコ, Satō Hanako)
Сейю: Томорі Кусунокі (оригінал), Вероніка Ло (англійський дубляж)
Однокласниця і подруга Райдо, а також подруга дитинства Ішікави. Стурбована дистанцією між нею та Ішікавою.
Пані Міяхіра (яп. 宮平先生, Miyahira-sensei)
Сейю: Юріе Кодзакай (оригінал), Тіа Баллард (англійський дубляж)
Вчителька фізкультури та класна керівничка головних героїв на першому році навчання. Найкраща подруга пані Тобару, але стурбована її ненажерливістю, коли вони разом їдять поза домом.
Молодша сестра Райдо (яп. ライドウ妹, Raidō Imōto)
Сейю: Ріка Наґае (оригінал), Джаліца Дельґадо (англійський дубляж)
Учениця молодшої середньої школи, дружить з Еру. Попри дещо холодне ставлення до свого брата, насправді дуже про нього піклується.
Ацуші (яп. あつし)
Сейю: Нацумі Фудзівара (оригінал), Брін Епрілл (англійський дубляж)
Хлопчик з сусідства, який обожнює сестер та брата Ахарен і вважає, що вони талановиті у спорті та іграх, що не завжди відповідає дійсності. Він та його друзі постійно докучають Ахаренам, щоб ті навчили їх нових ігор або пограли з ними.
Футаба (яп. ふたば)
Сейю: Марія Сашіде (оригінал), Джилл Гарріс (англійський дубляж)
Подруга Ацуші, яка в нього закохана. Помилково вважає всю родину Ахарен своїми ворогами, оскільки думає, що вони намагаються відібрати в неї Ацуші. Вона цундере по відношенню до всіх, а не лише до Ацуші.
Рен Ахарен (яп. 阿波連 れん, Aharen Ren)
Сейю: Місакі Куно (оригінал), Бріттні Карбовскі (англійський дубляж)
Молодший брат Рейни, який навчається в початковій школі. Любить переодягатися як його сестра, хоча ця звичка спричиняє багато непорозумінь серед персонажів.
Еру Ахарен (яп. 阿波連 える, Aharen Eru)
Сейю: Ріна Хідака (оригінал), Наталі Роуз (англійський дубляж)
Молодша сестра Рейни, яка навчається в молодшій середній школі. Також дружить з молодшою сестрою Райдо, хоча, за іронією долі, вороже ставиться до самого Райдо. Ця ворожість пояснюється тим, що Еру вважає, що не може бути номером один для Рейни і завжди покладається на свою старшу сестру. Однак з часом вона, здається, пом'якшується по відношенню до Райдо, коли він постійно демонструє свою доброту до всіх.
Ай Ахарен (яп. 阿波連 あい, Aharen Ai)
Мати Рейни. Схвалює стосунки своєї доньки з Райдо. Дуже піклується про своїх дітей і зупиняє їх від небезпечних вчинків. Однак сама схильна братися за більше, ніж може подужати, коли хоче спробувати щось нове, наприклад, скейтбординг або карткові ігри.
Ріку Таманаха (яп. 玉那覇 りく, Tamanaha Riku)
Сейю: Нао Тояма (оригінал), Кара Едвардс (англійський дубляж)
Ґяру-студентка за обміном, яка з'являється на другому році навчання головних героїв. Попри свою зовнішність, вона сором'язлива та інтровертна дівчина, яка просто хоче завести міцну дружбу. Також була однокласницею Рейни та Міцукі в початковій школі, хоча не дуже пам'ятає Міцукі, оскільки її сім'я багато разів переїжджала.
Пані Хендзан (яп. 平安山先生, Henzan-sensei)
Сейю: Іорі Саекі
Вчителька англійської мови та класна керівничка головних героїв на випускному курсі старшої школи. Нова вчителька, захоплена освітою, використовує державні навчальні програми для врегулювання стосунків пари Райдо та Ахарен, яких помилково вважає правопорушниками. Її помітною особливістю є подвійний зуб.
Такаші (яп. たかし, Takashi)
Учень початкової школи, попри свою ґакуран, ефектну зачіску та манеру розмови, характерну для хуліганів. Після програшу Райдо в дуелі в парку, коли грав Рен, Такаші шанує Райдо як свого «Майстра». Насправді він добра дитина, яка дотримується правил і нормально грається зі своїми друзями.

## Медіа

### Манґа
Написана та ілюстрована Асато Мізу, манґа «Незбагненна Ахарен» серіалізувалася в онлайн-сервісі Shōnen Jump+ видавництва Shueisha з 29 січня 2017 року по 30 квітня 2023 року. Сімнадцять томів у форматі танкобон були випущені з серпня 2017 року по серпень 2023 року.
| №  | Дата виходу      | ISBN                   |
| -- | ---------------- | ---------------------- |
| 1  | 4 серпня 2017    | ISBN 978-4-08-881090-4 |
| 2  | 4 грудня 2017    | ISBN 978-4-08-881301-1 |
| 3  | 4 квітня 2018    | ISBN 978-4-08-881396-7 |
| 4  | 4 липня 2018     | ISBN 978-4-08-881525-1 |
| 5  | 2 листопада 2018 | ISBN 978-4-08-881635-7 |
| 6  | 4 квітня 2019    | ISBN 978-4-08-881805-4 |
| 7  | 2 серпня 2019    | ISBN 978-4-08-882023-1 |
| 8  | 4 січня 2020     | ISBN 978-4-08-882181-8 |
| 9  | 13 травня 2020   | ISBN 978-4-08-882287-7 |
| 10 | 2 жовтня 2020    | ISBN 978-4-08-882434-5 |
| 11 | 4 березня 2021   | ISBN 978-4-08-882563-2 |
| 12 | 4 серпня 2021    | ISBN 978-4-08-882737-7 |
| 13 | 4 квітня 2022    | ISBN 978-4-08-883075-9 |
| 14 | 3 червня 2022    | ISBN 978-4-08-883124-4 |
| 15 | 4 жовтня 2022    | ISBN 978-4-08-883276-0 |
| 16 | 4 квітня 2023    | ISBN 978-4-08-883466-5 |
| 17 | 4 серпня 2023    | ISBN 978-4-08-883611-9 |

### Аніме
31 липня 2021 року було анонсовано виробництво аніме-серіалу за мотивами манґи. Серіал створено студією Felix Film під режисурою Томое Макіно, Ясутака Ямамото виступив головним режисером, Такао Йошіока відповідав за сценарій, Юко Яхіро розробила дизайн персонажів, а Сатору Косакі та Monaca написали музику. Трансляція серіалу відбувалася з 2 квітня по 18 червня 2022 року в програмному блоці Animeism на телеканалах MBS, TBS та BS-TBS. Початковою музичною темою стала пісня «Hanarenai Kyori» (яп. はなれない距離, «Невіддільна відстань») у виконанні TrySail, а завершальною — «Kyorikan» (яп. キョリ感, «Відчуття відстані») від HaKoniwalily. Сервіс Crunchyroll здійснював потокову трансляцію серіалу. 11 квітня 2022 року Crunchyroll оголосив про створення англійського дубляжу серіалу, прем'єра якого відбулася 15 квітня.
4 серпня 2024 року було анонсовано другий сезон аніме, над яким працювала та ж знімальна група та основний акторський склад. Прем'єра другого сезону відбулася 7 квітня 2025 року, а закінчилась 23 червня 2025 року на телеканалі Tokyo MX та інших мережах. Початковою музичною темою стала пісня «Binetsuma» (яп. 微熱魔) у виконанні Zutomayo, а завершальною — «Twilight» (яп. トワイライト) від Shallm.

#### Серії
Сезон 1
| № серії (загалом) | № серії (в сезоні) | Назва серії                                                                               | Режисер(и)                | Сценарист(и)  | Режисер(и) анімації           | Оригінальна дата показу |
| --- | ------------------ | ----------------------------------------------------------------------------------------- | ------------------------- | ------------- | ----------------------------- | ----------------------- |
| 1 | 1                  | «Хіба це не занадто близько?» Транслітерація: «Chika Sugi ja ne?» (яп. 近すぎじゃね？)    | Томое Макіно              | Такао Йошіока | Томое Макіно                  | 2 квітня 2022           |
| Перший рік Райдо в старшій школі. Через непривітну зовнішність йому важко знайти друзів. Він намагається подружитися з Рейною Ахарен, яка сидить поруч. Спочатку вона його ігнорує або говорить дуже тихо. Після того, як Райдо піднімає її гумку, Ахарен стає дуже близькою до нього. Вона пояснює, що має спотворене відчуття дистанції, через що їй складно визначити, коли вона вторгається в особистий простір. Згодом Райдо починає краще чути її, а в аркаді її особливе відчуття відстані робить її експертом у ігрових автоматах. Ахарен постійно наближається до Райдо, навіть засинає у нього на колінах. За ними спостерігає дівчина. |                    |                                                                                           |                           |               |                               |                         |
| 2 | 2                  | «За нами стежать?» Транслітерація: «Tsukerareterun ja ne?» (яп. つけられてるんじゃね？)   | Сьо Хамада                | Аюму Хісао    | Саорі Ямамото                 | 9 квітня 2022           |
| Райдо закапує Ахарен очні краплі. Вона каже, що його близькість бентежить її. Райдо відчуває, що за ним стежать. Спостерігачем виявляється Міцукі Ошіро, подруга дитинства Ахарен, яка не довіряє хлопцям і хоче захистити Ахарен здалеку. Ахарен намагається повідомити Райдо про розстебнуту ширінку, але врешті-решт змушена прикривати його. Ошіро непомітно намагається віддати Ахарен свою парасольку. Дівчата ділять одну парасольку. Ахарен дякує Ошіро, знаючи, що та стежить за ними щодня, але погано ховається. Наступного дня Ошіро спостерігає за ними здалеку в бінокль. Райдо грає з Ахарен у реверсі й розуміє, що через її особливий зір вона вправний гравець. Гра закінчується нічиєю. |                    |                                                                                           |                           |               |                               |                         |
| 3 | 3                  | «Змінюємо місця, так?» Транслітерація: «Sekigae ja ne?» (яп. 席替えじゃね？)              | Кен Андо                  | Kotsukotsu    | Йошіхіро Такамото             | 16 квітня 2022          |
| Ахарен приходить до школи з заплутаним волоссям. Ошіро, чия сім'я володіє перукарнею, робить їй стрижку, а також підстригає Райдо. У Ахарен сохнуть губи, і Райдо невдало намагається нанести бальзам. Ошіро допомагає їй з макіяжем та масажем обличчя. Ахарен розповідає, що її дратує високий хлопець, який сидить перед нею, бо тепер вона не бачить дошки. Райдо пропонує абсурдні способи допомогти, але зрештою просто пересуває її парту ближче до своєї. Оголошують про пересадку, що може розлучити Райдо та Ахарен. Райдо намагається зробити їй приємне: допомагає виграти в бейсбол, готує їй їжу (яка жахлива на смак) і знімає їхній танець, думаючи, що вона хоче стати ютуб-айдолом (насправді це був шкільний проєкт). У день пересадки Ахарен обіймає Райдо на прощання, але випадково вони залишаються сидіти поруч. |                    |                                                                                           |                           |               |                               |                         |
| 4 | 4                  | «Хіба це не занадто?» Транслітерація: «Hamari Sugi ja ne?» (яп. ハマりすぎじゃね？)       | Масахіто Отані            | Такао Йошіока | Хацукі Цуджі                  | 23 квітня 2022          |
| Вчителька Тобару, фанатка класичної романтики, вважає зв'язок Ахарен і Райдо глибоким і непритомніє від емоцій, спостерігаючи за ними. Ахарен поводиться дивно, Райдо думає про одержимість, але виявляється, вона вдавилася. Він намагається навчити її міміки, але безуспішно. Ахарен захоплюється японським хіп-хопом і починає репувати все, що говорить. Райдо теж вчиться репувати, і вони чудово спілкуються, поки їхні мікрофони не конфісковують. Сестра Райдо дає йому спінер, яким захоплюється Ахарен і вчиться робити трюки, від чого пані Тобару знову непритомніє. У парку Райдо дізнається, що трюки Ахарен зі спінером зробили її популярною серед дітей. Дівчинка Футаба ревнує свого друга Аккуна до Ахарен і викликає її на реверсі. Ахарен піддається, але Аккун все одно поводиться з Футабою грубо. Ахарен вчить його вибачатися. Потім Ахарен втомлюється від дітей і викликає свого величезного пса Нуї, на якому їде додому. |                    |                                                                                           |                           |               |                               |                         |
| 5 | 5                  | «Хіба це не заважко?» Транслітерація: «Futori Sugi ja ne?» (яп. 太りすぎじゃね？)         | Йошіхіса Іїда             | Аюму Хісао    | Йошіхіса Іїда                 | 30 квітня 2022          |
| Ахарен захоплюється грою ХокеКо. Райдо має найсильнішу істоту в грі, але Ахарен перемагає його завдяки стратегії. В аркаді Ахарен бачить, як Футаба намагається виграти іграшку істоти Райдо для Аккуна. Футаба зазнає невдачі, а Ахарен виграє кілька іграшок. Наполягаючи зробити це самостійно, Футаба виграє одну іграшку. Пізніше вона розуміє, що Ахарен, вигравши інші іграшки, підготувала для неї кращу позицію. Ахарен віддає свої іграшки Райдо. Райдо набирає вагу, і Ахарен хвилюється, що це через її щоденні обіди. Тим часом Райдо помилково думає, що Ахарен турбується про свою вагу, і, досліджуючи дієту та вправи, швидко худне. Наближаються іспити, і Райдо не вчився, тому просить допомоги у Ахарен. Вони разом готуються і потрапляють до топ-100. Після навчання Ахарен обіймає Райдо, радіючи, що нарешті змогла йому допомогти. Завдяки їхнім заняттям Райдо потрапляє до сотні найкращих на іспиті. |                    |                                                                                           |                           |               |                               |                         |
| 6 | 6                  | «Хіба ми занадто хороші?» Транслітерація: «Tsuyo Sugi ja ne?» (яп. 強すぎじゃね？)        | Таканорі Яно              | Kotsukotsu    | Хірохіде Сікісіма             | 7 травня 2022           |
| Оскільки Ахарен не вміє плавати, а Райдо плаває не дуже добре, вони просять Ошіро навчити їх. Освоївши основи, вони влаштовують заплив на швидкість у басейні. Ахарен перемагає, зрозумівши, що під водою плавати легше, і виявляє здатність надзвичайно довго затримувати дихання. Вони також змагаються в настільному тенісі, боулінгу та баскетболі, але обидва так погано грають у спорт, що кожна гра закінчується внічию. Зрештою вони змагаються в аркадній стрілялці, де Ахарен перемагає завдяки своєму спотвореному відчуттю відстані, що дозволяє їй робити ідеальні постріли в голову. Ахарен відлучається до вбиральні, а коли повертається, починає дивно поводитися і навіть не може виграти іграшку в крановому автоматі, тому Райдо виграє її для неї. Її дивна поведінка змушує Райдо думати, що у неї раптова амнезія або її замінили клоном. Раптом з'являється справжня Ахарен, пояснюючи, що нова Ахарен насправді її молодший брат Рен, який дуже схожий на неї. Рену сподобався розіграш Райдо, але тепер він повертається додому, де з'ясовується, що йому подобається одягатися як дівчинка і часто позичає одяг Ахарен. |                    |                                                                                           |                           |               |                               |                         |
| 7 | 7                  | «Це ж витвір мистецтва, правда?» Транслітерація: «Geijutsu ja ne?» (яп. 芸術じゃね？)     | Юта Такамура              | Такао Йошіока | Саорі Ямамото                 | 14 травня 2022          |
| Ахарен забуває свій обід і йде до шкільної їдальні. Вона пробирається крізь натовп голодних учнів, щоб купити булочку, яку Райдо обмінює на свій обід. З'являється пес Ахарен Нуї з її обідом, який вона віддає Райдо в обмін на його, хоча порції Нуї величезні. Ахарен і Райдо грають у «Стару Діву», і Райдо постійно програє. Заснувши на уроці, Ахарен відмовляється йти на наступний. Райдо думає, що вона стає хуліганкою, але виявляється, у неї затекли ноги. У парку Футаба не вірить, що величезний обід Ахарен призначений лише для однієї людини, і звинувачує її у спробі звабити Аккуна їжею. Зрозумівши, що кулінарія Ахарен краща за її власну, Футаба просить допомогти їй приготувати бенто. Наступного дня Футаба звинувачує Ахарен в отруєнні бенто, через що Аккун захворів, але Райдо пояснює, що Футаба забула поставити його в холодильник на ніч, і він зіпсувався. Для художнього проєкту Ахарен створює ляльку себе в натуральну величину, настільки реалістичну, що вона схожа на її сестру-близнючку. Вона віддає ляльку Райдо до його колекції іграшок. Лялька настільки жива, що Райдо не може заснути, коли вона дивиться на нього.                                                                                               |                    |                                                                                           |                           |               |                               |                         |
| 8 | 8                  | «Час літнього фестивалю, так?» Транслітерація: «Natsumatsuri ja ne?» (яп. 夏祭りじゃね？) | Кен Андо                  | Аюму Хісао    | Томое Макіно                  | 21 травня 2022          |
| Пані Міяхіра запрошує Тобару на обід на даху. До них приєднуються Райдо, Ахарен та Ошіро, і Тобару ледь стримує емоції, бачачи бажання Ошіро бути поруч з ними. Їй стає ще гірше, коли Райдо та Ахарен годують Ошіро та сидять близько до неї. Вона непритомніє, уявивши їх сім'єю. Вночі Тобару фантазує про романтичні сценарії між Райдо та Ахарен, але знову непритомніє, і Міяхіра знаходить її без свідомості. Наступного дня Ішікава та Сато запрошують Ахарен, Райдо та Ошіро на літній фестиваль. Вони розділяються, щоб виграти якомога більше призів. Після кількох ігор Ахарен та Райдо губляться. До Райдо підходить Футаба, яка приймає його за свого батька. Після того, як він знаходить її справжнього батька, Футаба тихо дякує Райдо. З'являється Ахарен і дякує Райдо за те, що він її знайшов. Вони дивляться феєрверк, і Ахарен каже, що бачить його вперше у повній мірі через свій невеликий зріст. Райдо пропонує Ахарен руку, щоб повернутися до групи, і вона, сильно почервонівши, приймає її. |                    |                                                                                           |                           |               |                               |                         |
| 9 | 9                  | «Я хворий, так?» Транслітерація: «Kaze ja ne?» (яп. 風邪じゃね？)                         | Сусуму Ямамото            | Kotsukotsu    | Йошіхіро Такамото             | 28 травня 2022          |
| Під час лихоманки Райдо набуває звабливої зовнішності, що особливо подобається Ахарен. Пані Тобару знову непритомніє, побачивши його таким. Всі допомагають йому, коли він падає. Вдома сестра Райдо незвично привітна з ним. Наступного дня, після одужання Райдо, все повертається до норми. На ринку Райдо зустрічає холодну молодшу сестру Ахарен, Еру, яка купує продукти на вечерю. Вона розповідає про залежність Ахарен від неї та про те, як багато Ахарен говорить про Райдо. Вони йдуть до аркади, де Райдо виграє рідкісну іграшку після невдалої спроби Еру. Еру просить Райдо самому передати Ахарен продукти та іграшку. Коли Райдо приходить до Ахарен, він каже, що це була ідея Еру, і Ахарен обіймає сестру, дякуючи їй за допомогу. Купаючись з Реном, Еру обговорює близькість Ахарен та Райдо, і вони сперечаються, чи зустрічаються вони. Наступного дня Райдо зустрічає Рена і допомагає йому робити покупки в супермаркеті. Він допомагає Рену, який загубив гаманець, і Рен запитує, чи є Ахарен дівчиною Райдо. Ахарен і Нуї приносять гаманець, і після того, як Райдо називає Ахарен на ім'я, вона ніяковіє. |                    |                                                                                           |                           |               |                               |                         |
| 10 | 10                 | «Ми йдемо в похід, так?» Транслітерація: «Kyanpu ja ne?» (яп. キャンプじゃね？)           | Томое Макіно Таканорі Яно | Такао Йошіока | Ясутака Ямамото Саорі Ямамото | 4 червня 2022           |
| Ішікава пропонує піти в похід, і всі друзі погоджуються. Міяхіра відвозить їх на місце, де Ахарен розуміє, що забула їжу. Вона засмучена та вибачається, але Райдо отримує дозвіл у доглядача збирати їжу в лісі. Всі розходяться на пошуки їжі. Під час підводного полювання Райдо зустрічає Ошіро. Вона каже, що ревнує до часу, який він проводить з Ахарен, але зрозуміла, що він непогана людина. Вночі Ішікава пропонує піти на пригоду, але вони залишають Ахарен та Райдо наодинці, намагаючись зблизити їх. Під час спостереження за зірками Ахарен намагається зізнатися Райдо, але їх перериває Нуї. У наметі Ахарен каже Ошіро, що хоче зізнатися Райдо, і Ошіро її підтримує. Ахарен зустрічається з Райдо на вулиці та цілує його, але потім зніяковіло тікає до намету, залишивши Райдо безмовним. У школі Ішікава та Сато цікавляться, чи вдалося їм зблизитися. Однак, побачивши їх звичайну поведінку, вони вирішують, що нічого не змінилося. Йдучи додому з Тобару, Міяхіра зауважує, що щось змінилося. |                    |                                                                                           |                           |               |                               |                         |
| 11 | 11                 | «Випав сніг, так?» Транслітерація: «Yuki ja ne?» (яп. 雪じゃね？)                         | Хіроші Тамада             | Kotsukotsu    | Йошіхіса Іїда                 | 11 червня 2022          |
| Ахарен зліпила снігове кафе та запросила Райдо всередину. Після уроків вони бачать, що кафе зруйнувалося, і відбудовують його. Потім Райдо зігріває руки Ахарен своїми, що її бентежить. Наступного дня Райдо йде з Ахарен до медпункту допомогти їй розім'ятися. Після цього Райдо засинає. Ахарен нахиляється для поцілунку, але їх перериває медсестра. Після школи Ішікава та Сато продовжують спостерігати за Ахарен, шукаючи ознаки її стосунків з Райдо. Однак, поки Ахарен спить, а Райдо немає поруч, Ішікава та Сато фліртують. Наступного дня Ахарен зустрічається з Райдо в торговому центрі та запрошує його на новорічну вечерю зі своєю сім'єю. Після прогулянки вони зустрічають Футабу та Аккуна. Побачивши Райдо так близько до Ахарен, Аккун викликає його на турнір з бейблейдів у торговому центрі. Райдо та Аккун програють, але Ахарен та Футаба стають чемпіонками у своїх дивізіонах, завоювавши захоплення Аккуна. Після того, як Футаба зауважує, що їхні з Райдо дії схожі на побачення, Ахарен ніяковіє. Весь цей час Ошіро відсутня, оскільки проходить навчання з фехтування, щоб викликати когось на поєдинок. |                    |                                                                                           |                           |               |                               |                         |
| 12 | 12                 | «Це дуель, так?» Транслітерація: «Hatashiai ja ne?» (яп. 果たし合いじゃね？)              | Наокі Мурата Томое Макіно | Такао Йошіока | Томое Макіно                  | 18 червня 2022          |
| У спогадах, поки Райдо не було, Ошіро запитала Ахарен, чи зустрічаються вони з Райдо, але Ахарен заперечила. Вважаючи, що Райдо відкинув Ахарен, Ошіро почала тренуватися, бажаючи помститися йому. У теперішньому часі Райдо слідує записці Ошіро та отримує виклик на дуель у реверсі. Під час гри Ошіро згадує їхню зустріч з Ахарен у молодшій середній школі. Вона каже, що оскільки Райдо не відповідає на почуття Ахарен, він перестане бачитися з нею, якщо вона виграє. Райдо скорочує її перевагу та пояснює, що в кемпінгу Ахарен не змогла зізнатися, але він сказав їй, що вона йому подобається. Це приголомшує Ахарен, яка щойно прийшла, і вона розповідає, як була щаслива, коли Райдо зізнався. Ошіро вибачається, і Ахарен нарешті каже Райдо, що він їй теж подобається, і вони всі разом з Ішікавою та Сато обіймаються. Пізніше Райдо знаходить таємний люпиновий сад Ахарен, і вони починають доглядати його разом. Потім Ахарен запрошує своїх друзів, Міяхіру та Тобару на чаювання, де вони розмірковують про наближення другого року навчання. Ахарен каже, що боїться, що їх можуть розлучити, але Райдо запевняє, що він та їхні друзі завжди будуть поруч, поки вони, тримаючись за руки, спостерігають за квітучим люпиновим садом. |                    |                                                                                           |                           |               |                               |                         |

Сезон 2
| № серії (загалом) | № серії (в сезоні) | Назва серії | Режисер(и)                    | Сценарист(и)    | Режисер(и) анімації            | Оригінальна дата показу |
| --- | ------------------ | --- | ----------------------------- | --------------- | ------------------------------ | ----------------------- |
| 13 | 1                  | «Студентка за обміном, так?» Транслітерація: «Tenkōsei ja ne?» (яп. 転校生じゃね？)                            | Томое Макіно                  | Такао Йошіока   | Томое Макіно                   | 7 квітня 2025           |
| На другому курсі Ахарен та Райдо зустрічаються і знову сидять поруч. Ішікава, Сато та Ошіро також у їхньому класі, а Тобару – їхня класна керівничка. Ахарен відчуває втому, і Райдо думає, що, можливо, вона готувалася до стрибка зросту, але виявляється, вона просто втомилася від раннього пробудження. Ахарен мерзне, тому Райдо зігріває її у своїй куртці, спричиняючи перший непритомний стан Тобару цього року. До їхнього класу переводиться ґяру Ріку, і Райдо хвилюється, що вона може знущатися з Ахарен. Однак Ріку виявляється соціально невпевненою інтроверткою, і фотографії показують, що вони знали Ахарен ще в початковій школі. Ріку з ентузіазмом запрошує Ахарен розважитися, але хвилюється, що була занадто нав'язливою, і наступного дня поводиться набагато тихіше. Тим часом Ахарен боїться, що відштовхнула Ріку своєю відстороненістю. Вона пояснює Ріку, що мала подругу, з якою занадто швидко зблизилася і зіпсувала дружбу, і Ріку зізнається, що це була вона. Непорозуміння з'ясовується, і вони знову стають подругами. Ошіро також згадує Ріку, але Ріку не має жодного уявлення, хто вона така, і Ошіро доводиться знову переглядати старі фотографії, щоб нагадати собі. Ріку підозріло ставиться до Райдо і вважає його загрозою, поки не розуміє, що він хлопець Ахарен, і тікає, знову збентеживши себе. |                    | |                               |                 |                                |                         |
| 14 | 2                  | «KiGrainy, так?» Транслітерація: «Tsubutsubu ja ne?» (яп. つぶつぶじゃね？)                                    | Ясутака Ямамото, Томое Макіно | Gotsugotsu      | Ясутака Ямамото, Саорі Ямамото | 14 квітня 2025          |
| Райдо починає грати в Grainy Crossing, де потрібно будувати село, займаючись фермерством, збиранням, полюванням і риболовлею разом із балакучим танукі Томом. Райдо так захоплюється грою, що зрештою керує власним містом як бос якудзи, а Том стає його заступником. Одного дня Тома вбивають, і Райдо згадує, що Ахарен теж грає в Grainy Crossing, тому вирішує відвідати її село. Там він бачить, що Ахарен також керує великим містом, але всі там процвітають, тоді як місто Райдо було побудоване лише для задоволення його бажань. Деталізація настільки велика, що Райдо починає думати, чи не планує Ахарен замінити реальний світ віртуальною реальністю і жити там постійно. Ця думка розвіюється, коли Ахарен приходить до школи як завжди і розповідає, що ділить свій обліковий запис Grainy Crossing з Реном, який і зробив більшу частину роботи. Наступного дня Райдо випадково випиває амазаке на сніданок і через сп'яніння стає агресивно мужнім. Через це ніхто в школі не знає, як поводитися з Райдо, особливо Ахарен, якій це подобається, як і збентеженій Еру. Однак, повернувшись додому, Райдо розуміє, що амазаке був безалкогольним, і різко повертається до нормального стану. Пізніше сестра Райдо зустрічає Еру і дивується, що так багато людей вважають Райдо добрим і надійним, тоді як вона бачить у ньому лише свого дивного старшого брата.                                                                                                   |                    | |                               |                 |                                |                         |
| 15 | 3                  | «Спортивний фестиваль, так?» Транслітерація: «Taiikumatsuri ja ne?» (яп. 体育祭じゃね？)                       | Наокі Мурата                  | Масанао Акахоші | Хідетоші Намура                | 21 квітня 2025          |
| Райдо випадково рве задню частину штанів, демонструючи свою білизну з котячою тематикою. Ахарен не знаходить слів, щоб сказати йому про це, тому вдається до комічних крайнощів, щоб приховати дірку від усіх у школі, поки не знаходить можливості швидко зашити її. Райдо, все ще не підозрюючи про дірку, думає, що Ахарен шльопала його за якусь провину. На спортивному фестивалі Ахарен обирають для естафети. Не бажаючи підводити команду, Ахарен тренується з Райдо і радіє, що її швидкість покращується. На жаль, Ішікава підвертає ногу, і його замінює Райдо. Після свого етапу Ахарен рада, що хоч і не обігнала нікого попереду, але й ніхто її не обігнав. Як останній бігун естафети, Райдо вдається обігнати інших і здобути перемогу. Тобару непритомніє, коли Ахарен гордо обіймає Райдо за перемогу. Ошіро втішає Ішікаву через те, що він не зміг взяти участь. Ріку почувається відірваною від усіх, хто святкує, але Ішікава ненавмисно покращує її настрій, просто розмовляючи з нею. На шопінгу Ріку зустрічає Рена і вирішує подружитися з ним, щоб краще дружити з Ахарен. На жаль, як інтровертка, вона не може знайти спільної мови з товариським Реном і зрештою отримує від нього поради щодо спілкування. На жаль, коли з'являється Ахарен, Ріку почувається приголомшеною і знову тікає. |                    | |                               |                 |                                |                         |
| 16 | 4                  | «Айдол, так?» Транслітерація: «Aidoru ja ne?» (яп. アイドルじゃね？)                                           | Наокі Мурата                  | Такао Йошіока   | Чіхіро Кумано                  | 28 квітня 2025          |
| Ахарен пробує ґяру-стиль з допомогою Ріку. Райдо вважає, що Ахарен намагається самовдосконалитися, тому він теж стає ґяру, щоб її підтримати. Тобару не витримує цього видовища і тікає. Через 24 години Ахарен повертається до звичайного стилю, як і Райдо. Ахарен знайомить Райдо з аркадною грою Primitive Planet, де можна одягати персонажів у вбрання айдолів і виконувати пісні. Ахарен та Райдо швидко захоплюються грою, дивлячись телешоу та відвідуючи живі концерти, поки аркада не замінює гру на наступну частину серії, Primitive Gachi. Райдо засмучений втратою свого улюбленого персонажа Рая, але переключається на схожого персонажа, Ідо, у Primitive Gachi. Через кілька тижнів Райдо шокований, коли аркада повертає Primitive Planet на численні прохання. Не маючи змоги вибрати між Раєм та Ідо, Райдо грає в обидві гри, але швидко витрачає гроші та не може грати в жодну. Він помічає, як Ахарен пише тексти пісень та шиє сукні, і думає, що вона планує стати айдолом. Однак виявляється, що вона лише планувала виступ з Реном та Еру на місцевому фестивалі. Наступного дня Ахарен приходить до школи в масці, і Райдо думає, що вона приховує свою особистість, ставши айдолом за одну ніч. На щастя, Ахарен пояснює, що просто зірвала голос, співаючи, і не планує більше виступати. |                    | |                               |                 |                                |                         |
| 17 | 5                  | «Купання в морі, так?» Транслітерація: «Kaisuiyoku ja ne?» (яп. 海水浴じゃね？)                                | Буде визначено                | Буде визначено  | Буде оголошено                 | 5 травня 2025           |
| Всі вирішують поїхати на пляж. Ішікава пропонує острів з легендою про вічне кохання пар, які разом зустрінуть там захід сонця. Ріку особливо рада запрошенню, бо її ніколи раніше нікуди не кликали. Ахарен хвилюється, що думка Райдо про неї зміниться, якщо він побачить її в купальнику, але Сато її заспокоює. На острові Райдо робить комплімент бікіні Ахарен, і вона червоніє. Ішікава також зауважує, що Сато дуже мила у своєму бікіні. На жаль, хмари закривають сонце, розчаровуючи Райдо та Ахарен. Ішікава випадково плутає розклад, і вони пропускають човен, змушені ночувати на острові. Райдо збирається допомогти їм вижити в дикій природі, але Ішікава нагадує, що на острові є місто, магазини та готель. Ахарен рада, що Райдо сподобався її купальник, і дякує Сато за допомогу у набутті впевненості. Сато тим часом думає про те, що Ішікава називає її милою з дитинства, але вона відчуває, що не заслуговує на це. Пропустивши захід сонця, Райдо запрошує Ахарен зустріти схід сонця, підтверджуючи своє бажання бути з нею назавжди. Прибуває човен, але всі імпульсивно вирішують залишитися ще на один день, лякаючи Ріку, яка вже має проблеми зі своєю суворою матір'ю за ночівлю без дозволу. |                    | |                               |                 |                                |                         |
| 18 | 6                  | «Втекли з дому, так?» Транслітерація: «Iedeja ne?» (яп. 家出じゃね？)                                          | Буде визначено                | Буде визначено  | Буде оголошено                 | 12 травня 2025          |
| Футаба бачить Аккуна з Ріку і вирішує, що Ріку її ворог. Наступного дня вона бачить Аккуна з Реном і робить Рена своїм ворогом. З'являється Еру, і Аккун просить її навчити кататися на скейтборді. Еру просить Ахарен навчити її, щоб вона могла навчити Аккуна, але Аккун швидко втрачає інтерес до скейтбордингу і починає грати в «котячу колиску». Еру зрештою навчає Аккуна та Футабу, і Футаба вирішує, що тепер вони друзі. Однак, коли Аккун переключається на скакалку, він і Еру заплутуються, тому Футаба вирішує, що Еру все ж її ворог. Бачачи, як Ахарен піклується про них, Еру та Рен вирішують приготувати їй вечерю. Рен просить поради у Райдо, що викликає сварку між ним та Еру, якій не подобається Райдо. Після того, як Рен тікає, плачучи, Еру зізнається Райдо, що ревнує його, бо він став улюбленою людиною Рейни. Райдо зауважує, що неможливо замінити її як сестру Ахарен. Вони повертаються до Ахарен і виявляють, що Рен все ще зник, що змушує Еру почуватися винною. Ріку помічає Рена, і він їй все розповідає. Ріку переконує його повернутися додому і все залагодити. Рен вибачається перед Еру, і разом вони готують вечерю Ахарен і кажуть їй, що їй не потрібно так сильно піклуватися про них, тепер, коли вони стали старшими. Рен також зізнається, що купив пудинг для Еру за те, що вона теж піклувалася про нього. |                    | |                               |                 |                                |                         |
| 19 | 7                  | «Класна поїздка, так?» Транслітерація: «Shūgakuryokōja ne?» (яп. 修学旅行じゃね？)                             | Буде визначено                | Буде визначено  | Буде оголошено                 | 19 травня 2025          |
| Тобару оголошує про поїздку класу до Токіо. Оскільки групи мають складатися з п'яти осіб, Ріку боїться залишитися поза увагою, адже вона найновіша подруга Ахарен. На щастя, Ішікава має багато друзів і приєднується до іншої групи. Сато, схоже, незадоволена тим, що не потрапила до тієї ж групи, що й Ішікава. Райдо пропонує відвідати Токійський тематичний парк DenisySea. У літаку Райдо виявляє, що має фобію польотів, тому Ахарен тримає його за руку, викликаючи у Тобару носову кровотечу. Прибувши до DenisySea, Райдо розуміє, що залишив квиток у готелі, і його повернення означає, що він пропустить парад DenisySea з Ахарен. Він знаходить свій квиток, але його зворотний потяг скасовують, що засмучує Ахарен, бо він пропустить ще більшу частину їхньої поїздки. Тобару та Міяхіра винаймають машину і везуть його туди. Не бажаючи гаяти більше часу, Ахарен та Райдо залишають інших, щоб швидко побачити якомога більше DenisySea до закриття. Повернувшись додому, Райдо дарує сестрі сувенір, який вона хотіла, плюшевого ведмедика — талісмана DenisySea, лося Муччі. Вона так щаслива, що тікає, змушуючи Райдо думати, що він якось її засмутив. Тим часом Ріку почувається винною за те, що випадково змусила Райдо почуватися погано через забутий квиток, і цілий день подумки готується вибачитися, але виявляє, що Райдо вже забув про це. |                    | |                               |                 |                                |                         |
| 20 | 8                  | «Різдво, так?» Транслітерація: «Kurisumasu ja ne?» (яп. クリスマスじゃね？)                                    | Буде визначено                | Буде визначено  | Буде оголошено                 | 26 травня 2025          |
| Рен повідомляє Райдо, що у Ахарен день народження, тож Райдо запитує у друзів ідеї для подарунка. Ошіро думає, що він зізнається, а Ріку — що він їй погрожує. Зрештою, він просто питає Ахарен, чого вона хоче. Ахарен просить вечірку з друзями, яка, як виявляється, є також і сюрпризом для нього, оскільки у них спільний день народження. За дивним збігом обставин, вони дарують одне одному ідентичні ляльки Райдо в натуральну величину. Райдо знаходить свій щоденник середньої школи і вирішує розпочати обмінний щоденник з Ахарен. Їхні записи стають все більш абсурдними, поки Ахарен не малює яблуні, що Райдо неправильно тлумачить як демонічний ритуал. Він вирішує підтримати Ахарен у поклонінні дияволу, лише щоб виявити, що Ахарен випадково дала йому домашнє завдання Рена, і малюнок є безглуздим. Райдо просить провести Різдво наодинці з Ахарен. На жаль, вони рано повертаються додому, коли у Ахарен починається лихоманка. У своїй спальні маячна Ахарен приймає Райдо за ляльку Райдо і чіпляється за нього саме тоді, коли її мати Ай приходить додому. Райдо вдається вислизнути з обіймів Ахарен і уникнути непорозуміння. Ай згадує, що Ахарен планує вступити до коледжу, можливо, в іншому місті. Райдо рішучий, що вони з Ахарен залишаться разом, навіть якщо їхні плани тимчасово розлучать їх. Ахарен вибачається за приховування своїх планів щодо коледжу, але пояснює, що їхній обмінний щоденник надихнув її стати вчителем мистецтва. |                    | |                               |                 |                                |                         |
| 21 | 9                  | «Це битва, так?» Транслітерація: «Taiketsuja ne?» (яп. 対決じゃね？)                                           | Буде визначено                | Буде визначено  | Буде оголошено                 | 2 червня 2025           |
| Райдо та Ахарен розпочинають третій рік навчання з новою класною керівничкою, Хендзан — пристрасною вчителькою-початківцем, яка вірить, що шкільна програма містить відповіді на будь-який сценарій. Зустрівшись із Тобару, вона неправильно зрозуміла, що Райдо та Ахарен — жорстокі правопорушники, для яких вона не може знайти рішень у навчальній програмі. Тобару радить Хендзан не перейматися. Хендзан починає остерігатися Ошіро, дійшовши висновку з її боксу, що вона також правопорушниця. Під час дня профорієнтації вона може порадити Ошіро щодо вступу до закордонного коледжу, але коли бачить, як Ахарен втішає заплакану Ошіро, відчуває біль у грудях і робить висновок, що Ошіро додала отруту в її чай. Пізніше Ошіро стикається з Араґакі, дівчиною, яку вона перемогла на турнірі з карате. Араґакі розлючена тим, що Ошіро уникла їхнього реваншу, не змагаючись цього року. Ошіро зізнається, що кинула карате, бо було очевидно, що Араґакі незабаром перевершить її, тоді як її власний прогрес зупинився на поточному рівні. Натомість, вона зосереджена на вступі до школи краси. Араґакі вимагає реваншу, який вона програє, і тікає щаслива, що у неї ще є куди вдосконалюватися. Ошіро зізнається, що її головна мрія — зробити зачіску Ахарен у день її весілля, від чого Ахарен червоніє. Ошіро раптово стикається з іншими дівчатами, які вимагають реваншів у кендо, боксі, дзюдо, плаванні та фехтуванні.                                        |                    | |                               |                 |                                |                         |
| 22 | 10                 | «Мюзикл, так?» Транслітерація: «Myūjikaruja ne?» (яп. ミュージカルじゃね？)                                    | Буде визначено                | Буде визначено  | Буде оголошено                 | 9 червня 2025           |
| Після того, як Райдо допомагає Рену репетирувати для шкільного мюзиклу, Ахарен починає співати все, що говорить. Вважаючи це ще одним способом подолати її тихий голос, Райдо також починає все співати. Коли вони стають більш драматичними, Ахарен і Райдо невдовзі втілюють дух класичних шляхетних коханців, а вся школа співає разом, за винятком Ріку, яка вважає, що вони збожеволіли. Тобару і Хендзан непритомніють від носової кровотечі та болю в грудях. Драма триває аж до дому Райдо, де його нарешті виводить з цього стану сестра, кричачи на нього за крадіжку її пудингу. З наближенням іспитів Ріку намагається зблизитися з усіма, пропонуючи післяшкільне навчальне заняття. Однак усі проводять час, навчаючись, не даючи їй жодного шансу поговорити з кимось. Помітивши її скрутне становище, Ішікава пропонує зробити перерву, щоб пограти в «Гру життя». Після інтенсивної гри Ахарен накопичує 100 мільйонів єн завдяки стабільній роботі та розумним інвестиціям, тоді як Райдо намагається виграти, граючи в азартні ігри, і закінчує з боргом у 120 мільйонів єн. Сато користується можливістю залишитися наодинці з Ішікавою, купуючи закуски в магазині. Імпульсивно вона зізнається йому, але не дивується, коли він відмовляє їй, тому вона запитує, чи можуть вони залишитися звичайними друзями. Відволікшись на закуски та напої, всі усвідомлюють, що втратили мотивацію до навчання, і проводять решту заняття, розважаючись, на радість Ріку.  |                    | |                               |                 |                                |                         |
| 23 | 11                 | «Фестиваль культури, так?» Транслітерація: «Bunkamatsuri ja ne?» (яп. 文化祭じゃね？)                          | Буде визначено                | Буде визначено  | Буде оголошено                 | 16 червня 2025          |
| Райдо усвідомлює, що його життя зосереджене на Ахарен, і починає дистанціюватися від неї, щоб обміркувати своє майбутнє, записуючи думки у щоденник. Ахарен випадково знаходить щоденник і шокована, що призводить до її відсутності на шкільному фестивалі. Райдо знаходить її на пляжі, куди вона потрапила, заснувши в автобусі, і запевняє, що кафе добре працює завдяки її зусиллям. Ахарен вибачається, що змусила його почуватися погано через себе, прочитавши його бажання бути схожим на неї, але Райдо пояснює, що це вираз його поваги. Він заявляє, що хоч і не знає свого майбутнього, та хоче підтримувати її в сьогоденні. Наприкінці фестивалю Ахарен показує відео зі світлинами класу, щоб зберегти спогади. |                    | |                               |                 |                                |                         |
| 24 | 12                 | «Серйозно, чи це не занадто близько?» Транслітерація: «Yappari Chika Sugi ja ne?» (яп. やっぱり近すぎじゃね？) | Буде визначено                | Буде визначено  | Буде оголошено                 | 23 червня 2025          |
| У майбутньому, дитина на ім'я Мадока знаходить щоденник обміну, і бабуся Ахарен розповідає їй історію свого кохання з Райдо. Через п'ять років після закінчення школи вони несподівано возз'єднуються як вчителі в одній школі, де Ахарен і Райдо, які розлучилися після випуску, обручуються. Їхні друзі також знаходять своє щастя: Ішікава освідчується Сато, а Ошіро здійснює мрію, роблячи зачіску Ахарен на весілля. Бабуся Ахарен згадує, як закохалася в Райдо в день їхньої зустрічі, і шкодує, що він, ставши астронавтом, тепер дуже далеко. |                    | |                               |                 |                                |                         |

## Нотатки
1. ↑  Призначений головним режисером
2. ↑  Прем'єра серіалу запланована на 1 квітня 2022 року о 26:25, тобто фактично на 2 квітня о 2:25 ночі за японським часом, на телеканалах MBS і TBS.
3. 1 2 3 4 5 6  Інформація про виробничий персонал взята з фінальних титрів кожного епізоду.
4. ↑  Цей епізод вийшов в ефір о 2:40 ночі за японським часом, через 15 хвилин після оригінального ефірного часу на MBS.